# アディアベネ王国

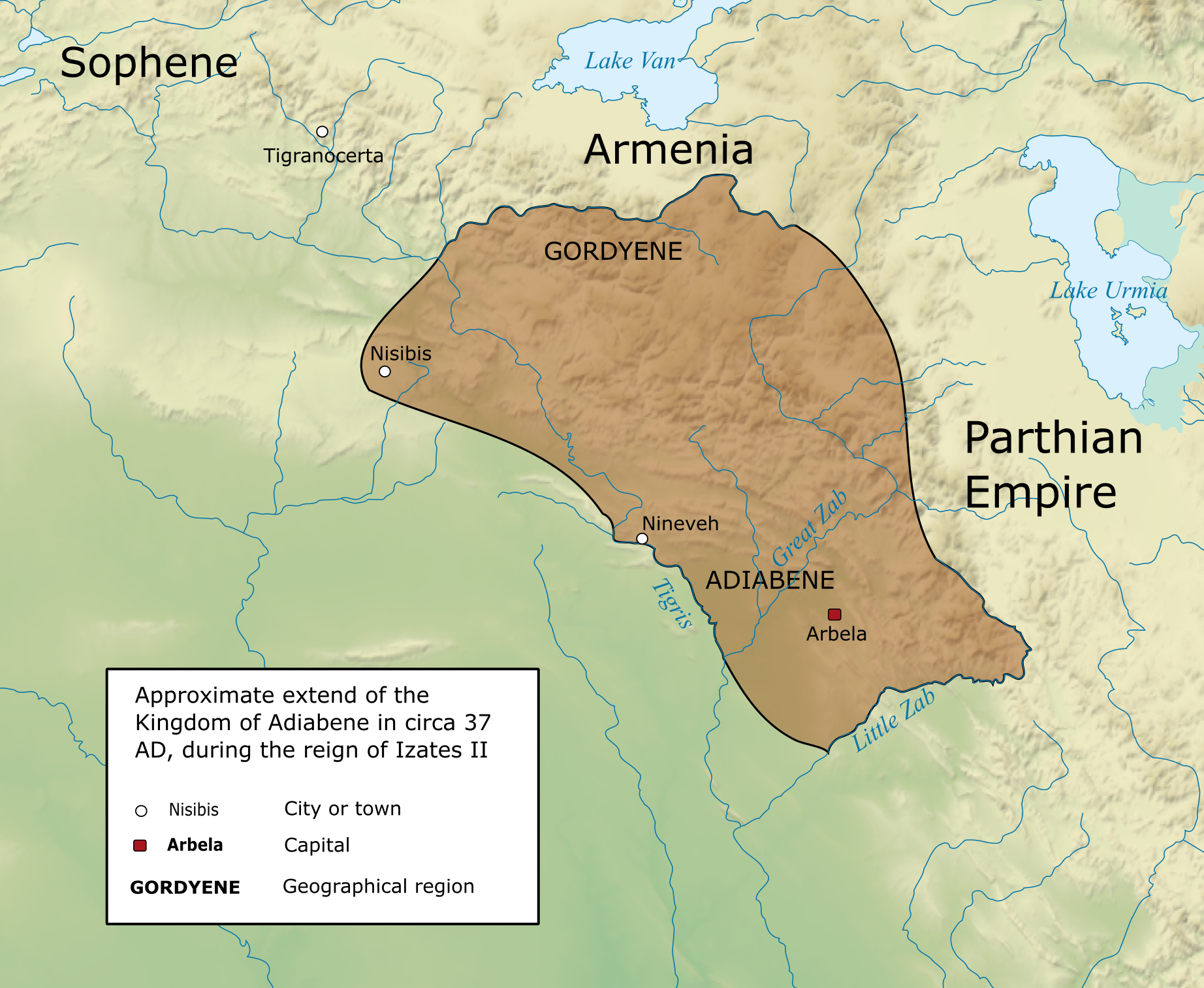
アディアベネ王国の位置（西暦37年頃）

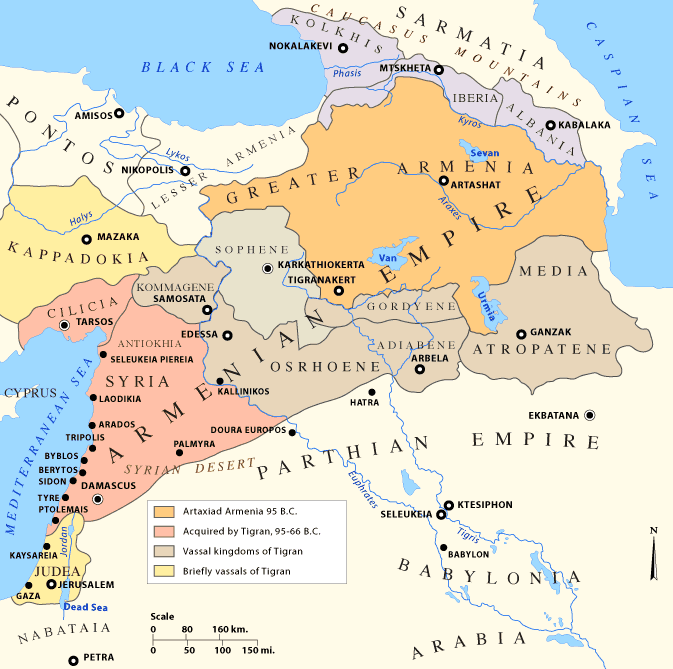
アルメニア王国とアディアベネ（紀元前1世紀後半）

アディアベネ王国 (Adiabene) は、メソポタミア北部、現代のイラク領エルビル（アルベラ）を中心にした王国。アッシリア北部、ティグリス川の左岸にあった。アルサケス朝パルティア、サーサーン朝ペルシア時代にその従属王国であったが、ローマの侵攻をたびたび受けた。イザテス2世の時代にはパルティアの王位継承に介入するなど、かなりの重要性を持った国であった。
王族は西暦1世紀に王母ヘレナの下でユダヤ教に改宗しており、その王たちはエルサレムの神殿建設に多大な資金提供をおこなったとされる。

## 主要な王
- イザテス1世（ドイツ語版） - 王朝の創設者。モノバゾス1世とヘレナの父。もとはパルティアの家臣の一人であったと推測されている。
- モノバゾス1世（バザイオス） - モノバス1世とも。王妃は姉妹のヘレナ。
- アディアベネのヘレナ - モノバゾス1世の姉妹で妻、イザテス2世とモノバゾス2世の母。のちにオスロエネ王アブガル5世（英語版）の主妻にもなった。西暦30年ごろにユダヤ教に改宗したとされ、ユダヤ教への改宗者として知られる[2]。死後に遺体はエルサレムに送られ埋葬されたと伝わる[1]。ヘレネとも。
- イザテス2世（英語版） - モノバゾス1世とヘレナの子。妻はカラケネ王アビネルガオス1世（英語版）（在位 西暦11-23年ごろ）の娘シンマコ[1]。母のヘレナの反対を押し切ってユダヤ教に改宗[3][1]。治世は30年におよび[1]、アルタバヌス2世とキンナムスの王位継承にも介入した。死後、遺体はエルサレムに埋葬されたと伝わる[1]。
- モノバゾス2世（英語版） - モノバゾス1世とヘレナの子。イザテス2世の弟で、王位を継いだ[1]。モノバス2世とも。
- メハラスペス（英語版）
- ナルセス - ヴォロガセス5世に反逆して殺されたとされるアディアベネの王。

### 関連する人物
- フラーテス3世 - 紀元前69年ごろにアディアベネを再領有したパルティアの王。
- ヴォロガセス - パルティアの王の名。
- アフラハト - 西暦270–345年ごろ。旧アディアベネ王国領内の出身とされ[4]、4世紀前半・サーサーン朝ペルシア期のシリア語キリスト教世界を代表する初期シリア教父で「ペルシアの聖者（The Persian Sage）」とも呼ばれる[5][6][7]。ラテン語表記ではアフラーテス。